# 弦 (物理學)

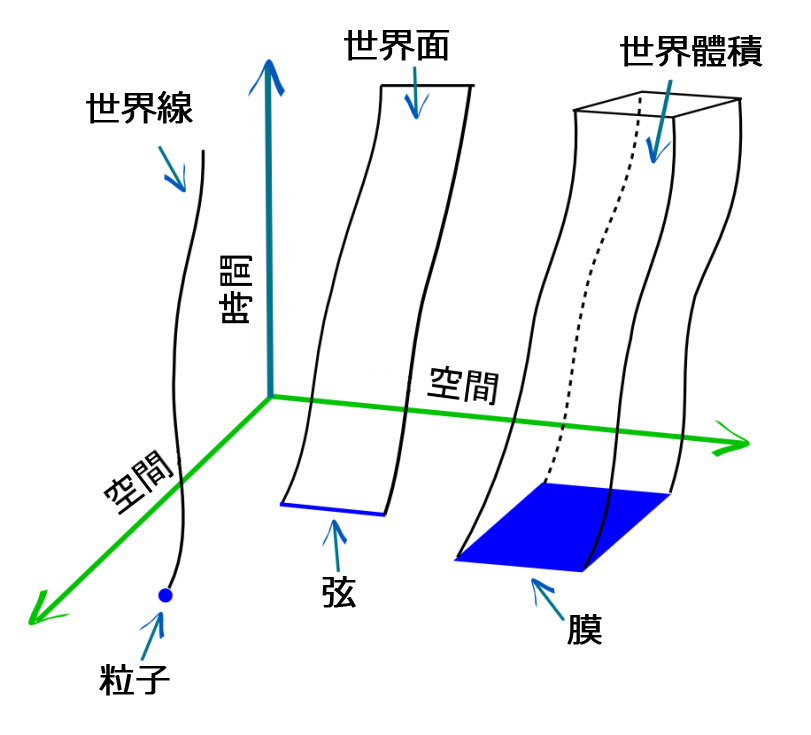
世界線、世界面、世界体積即為點、線、面在四維時空中的路徑（三維空間中的一個空間維度無法表示，已省略）

物理學中，弦是弦論與相關理論中的物理實體。不同於零維或點狀的基本粒子，弦是一維的實體。以弦為基礎實體的理論會自動產生許多基礎理論中成立的特性。更特別的是：依照量子力學規則演化與交互作用的弦自動包括了量子重力的描述。
弦論中，弦可以是開弦（形成有兩端點的線段）或閉弦（形成一個環），並可擁有其他特性。在1995年之前，共有五種能含有超對稱概念的弦理論，彼此間的差異在於弦的類別以及其他面向考量。而今這些弦理論被視為一個單一理論的極限情形，此單一理論稱作M理論。
在以弦論為基礎的粒子物理中，理論的特徵長度為普朗克長度；在這尺度下，據信量子重力效應會變得顯著。在比較大的尺度比如實驗室尺度，弦與點粒子就無法明顯區分，而弦的振動狀態則變成粒子的類別。弦有時也出現在核物理領域，被用來建構流量管的模型。
當弦在時空中穿越時，弦行經而掃出的二維表面稱為面，類比於點粒子所掃出的世界線。弦物理可由與世界面相關的二維共形場論來描述；在弦理論以外，二維共形場論也應用在凝態物理、純數學部份領域。